# Sârbi (Budești), Maramureș
Sârbi este un sat în comuna Budești din județul Maramureș, Transilvania, România.

## Istoric
Prima atestare documentară: 1405 (din contopirea satelor Balotești și Comârzana);  1459 (Zeer, Zenfalua, Zerfalwa). 

## Etimologie
Etimologia numelui localității: din antrop. Sârb(u), nume etnic + suf. -i (în loc de suf. -ești). 

## Demografie
La recensământul din 2011, populația era de 823 locuitori. 

## Lăcașuri de cult
În localitate se păstrează două foarte valoroase biserici de lemn, biserica de lemn din Sârbi Susani ridicată în 1639 și biserica de lemn din Sârbi Josani ridicată în jurul anului 1685.